# Mastax annulata
Mastax annulata là một loài bọ cánh cứng thuộc họ Carabidae, với phân bố hạn chế ở Ấn Độ.